# Akira Tanaka
Akira Tanaka (jap. 田中章 Tanaka Akira; ur. 10 marca 1942) – japoński lekkoatleta, płotkarz.
Podczas igrzysk olimpijskich w Tokio (1964) z czasem 14,5 odpadł w eliminacjach na 110 metrów przez płotki.
Dwukrotny mistrz Japonii (1967 i 1968).
Czterokrotny rekordzista Japonii:
- 14,2 (10 maja 1964, Odawara)[2]
- 14,2 (29 sierpnia 1965, Budapeszt)[2]
- 14,2 (30 września 1967, Nobuoka)[2]
- 14,2 (22 czerwca 1968, Saarijärvi)[2]

## Rekordy życiowe
- Bieg na 110 metrów przez płotki – 14,2 (1964, 1965, 1967 i 1968[2])